# Raphaël Varane

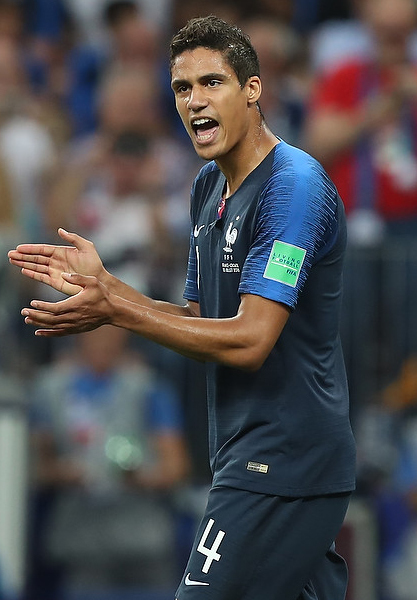
Raphaël Varane in het shirt van Frankrijk in 2018

Raphaël Varane (Rijsel, 25 april 1993) is een voormalig Frans voetballer die doorgaans als centrale verdediger speelde. Hij speelde sinds medio 2024 voor Como. Eerder diende hij Lens, Real Madrid en Manchester United. Varane debuteerde in 2012 in het Frans voetbalelftal.

## Clubcarrière

### Lens
Varane werd geboren in Rijsel als zoon van een Martinikaanse vader en een Franse moeder. Op zevenjarige leeftijd begon hij met voetballen bij het plaatselijke AS Hellemmes. In juli 2002 trok hij naar RC Lens, ondanks de interesse van Lille OSC. Bij Lens speelde hij in de jeugd samen met onder meer Thorgan Hazard en Geoffrey Kondogbia. In 2010 tekende hij zijn eerste profcontract. In oktober 2010 werd hij door toenmalig coach Jean-Guy Wallemme bij het eerste elftal gehaald. Na slechts enkele malen meegetraind te hebben met het eerste elftal mocht hij op 6 november 2010 in de basiself starten tegen Montpellier. Hij verving de geblesseerde Tunesische international Alaeddine Yahia met verve. RC Lens won de wedstrijd met 2-0 en slaagde er pas voor de derde maal in dat seizoen om de nul op het bord te houden. Na de wedstrijd werd hij toegejuicht door zijn medespelers en coach voor zijn overtuigende prestatie. In januari 2011 werd hij gelinkt aan diverse grotere clubs. Enkele weken later tekende hij een contractverlenging tot 2015. Op 8 mei 2011 scoorde hij zijn eerste profdoelpunt in de competitiewedstrijd tegen SM Caen. Eén week later scoorde hij opnieuw, ditmaal uit in het Stade Louis II bij AS Monaco. Ondanks het puntje dat Lens sprokkelde in Monaco, betekende dit de degradatie voor de club uit de Ligue 1. Zes dagen later was Varane aanvoerder in de thuiswedstrijd tegen AC Arles-Avignon.

### Real Madrid

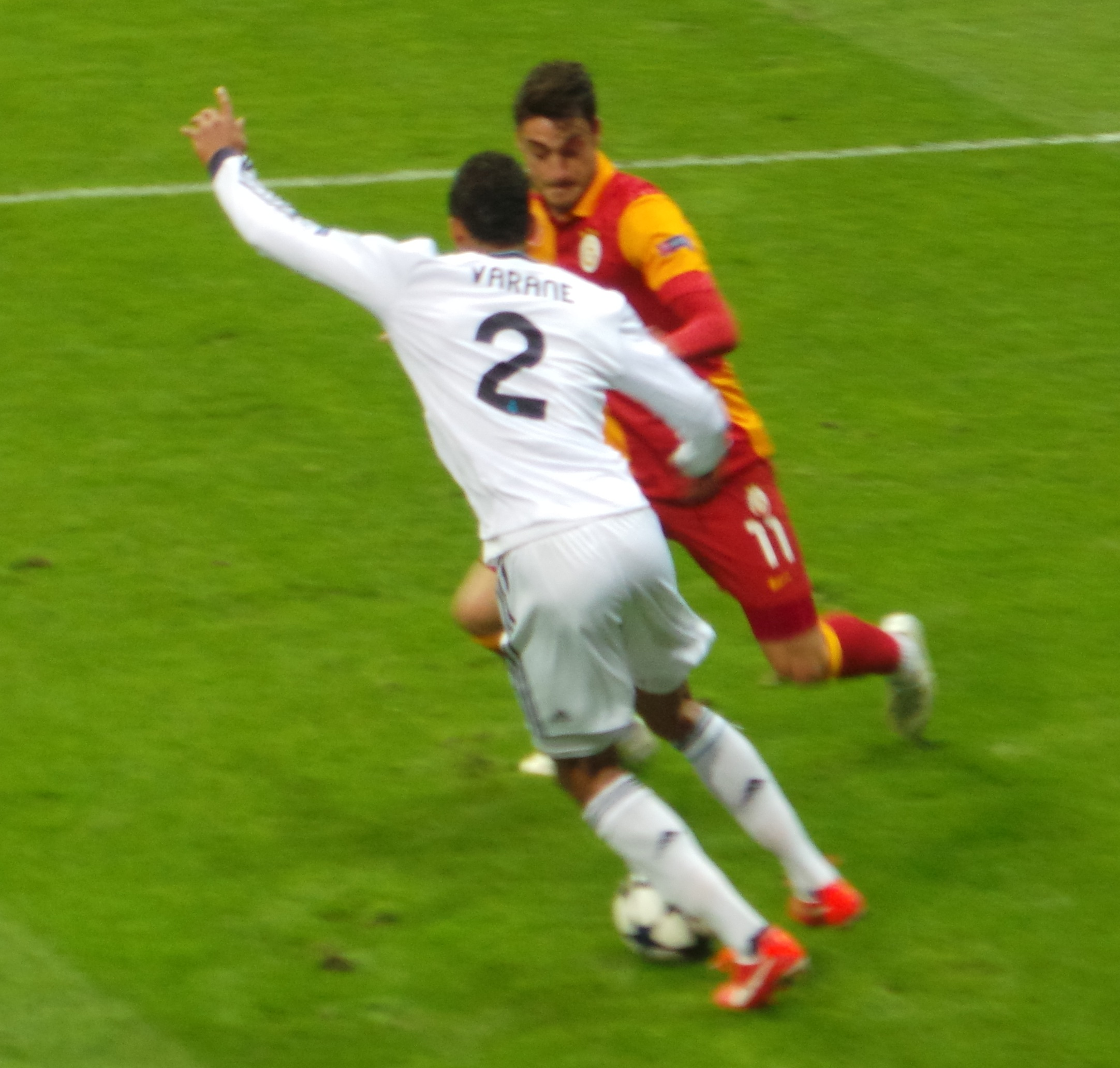
Varane in actie met Real Madrid in de Champions League.

Op 22 juni 2011 verklaarde Lens-voorzitter Gervais Martel dat Varane de club zou verlaten voor Real Madrid. Vijf dagen later werd de transfer officieel bevestigd nadat hij slaagde in de medische keuring. Hij zette zijn handtekening onder een zesjarige verbintenis voor de Madrileense club, die om en bij de 10 miljoen euro betaalde voor zijn diensten. Hij kreeg het rugnummer 19 toebedeeld en maakte zijn officieus debuut in de voorbereiding op het nieuwe seizoen tegen het Amerikaanse Los Angeles Galaxy. Vier dagen later startte hij in de basiself tegen het Mexicaanse Chivas Guadalajara. Tijdens de eerste officiële wedstrijd voor Real Madrid dat seizoen, op 14 augustus 2011, zat hij op de bank. Dit betrof de heenwedstrijd voor de Supercopa tegen FC Barcelona.
Op 21 september 2011 maakte hij zijn officiële debuut in de competitiewedstrijd tegen Racing Santander. Hij vormde de volledige wedstrijd centraal achterin een duo met Ricardo Carvalho. De wedstrijd eindigde op 0-0. Drie dagen later scoorde hij tegen Rayo Vallecano na een corner van Mesut Özil met een hakje zijn eerste doelpunt voor Real Madrid, dat met 6-2 won. Op 2 september 2011 debuteerde hij in de Champions League tegen AFC Ajax. In zijn debuutseizoen speelde hij in totaal negen competitieduels voor De Koninklijke.
Voor aanvang van het seizoen 2012/13, kreeg hij het shirtnummer 2 toebedeeld. Nadat hij in de eerste vier wedstrijden van het seizoen op de bank bleef, maakte hij zijn seizoensdebuut op 18 september 2012 in het Champions League-duel tegen Manchester City. Hij speelde de volledige wedstrijd, die Real won met 3-2. Op 30 januari 2013 maakte hij in de Copa del Rey El Clásico tussen Madrid en FC Barcelona de gelijkmaker. Daarnaast haalde hij een bal van de doellijn. Dankzij zijn treffer hield Real Madrid Barça op 1–1. In de terugwedstrijd scoorde hij opnieuw. Real won de terugwedstrijd met 1–3 in Camp Nou. In de seizoenen 2012/13 en 2013/14 speelde hij veertien en vijftien competitieduels. De rest van de wedstrijden bracht hij door op de reservebank. In mei 2014 speelde hij 120 minuten mee in de finale van de Champions League tegen stadsrivaal Atlético Madrid. Varane kreeg de voorkeur op de meer ervaren Pepe. Real Madrid won de CL-finale met 4-1, waardoor het La Décima mocht vieren. Het was namelijk de tiende maal in de geschiedenis van Real Madrid dat zij de beker met de grote oren wonnen.
Op 18 september 2014 zette Varane zijn handtekening onder een nieuw zesjarig contract, waardoor hij tot 30 juni 2020 verbonden blijft aan De Koninklijke. Ook in het seizoen 2015/16 had Varane een belangrijk aandeel in de winst van de Champions League. Het seizoen erop won Real de dubbel: zowel La Liga als de Champions League, voor Varane de derde in vier jaar. Op 26 september 2017 werd zijn contract verlengd tot het einde van het seizoen 2021/22. 
In het seizoen 2017/18 wonnen Varane en Real Madrid voor de derde keer op rij en voor de vierde keer in vijf jaar de Champions League. Dat jaar eindigde Varane als nummer acht op de lijst voor de Ballon d'Or, die gewonnen werd door teamgenoot Luka Modrić. Ook werd hij negende in de lijst The Best FIFA Men's Player en maakte hij deel uit van het centrale verdedigingsduo in de 2018 FIFPro Men's World 11 en het UEFA Team of the Year. Het seizoen erop won Varane met Real het Wereldkampioenschap voetbal voor clubs 2018 en speelde hij 43 wedstrijden in alle competities. In het seizoen 2019/20 werd Varane opnieuw landskampioen met Real. 

### Manchester United
Op 27 juli 2021 werd bekend dat Manchester United 40 miljoen had betaald aan Real Madrid om Varane over te nemen. Hij nam rugnummer 19, wat hij ook droeg tijdens zijn eerste seizoen bij Real Madrid en maakte op 29 augustus zijn debuut tegen Wolverhampton Wanderers. Hij was goed voor de assist op de enige goal. Op 2 mei 2022 maakte Varane in een 3-0 overwinning op Brentford zijn eerste goal voor de club. Op 22 oktober 2022 liep Varane een blessure op tegen Chelsea, waardoor hij voor het WK in Qatar niet meer in actie kwam voor Manchester United.

### Como
In de zomer van 2024 tekende Varane bij Como. In zijn debuutwedstrijd, een bekerduel tegen Sampdoria, viel Varane al na 23 minuten uit met een blessure. Hierna besloot Varane zijn loopbaan als speler te beëindigen.

## Clubstatistieken
| Seizoen     | Club              | Competitie       | Competitie | Competitie | Beker | Beker | Internationaal | Internationaal | Overig | Overig | Totaal | Totaal |
| Seizoen     | Club              | Competitie       | Wed.       | Dlp.       | Wed.  | Dlp.  | Wed.           | Dlp.           | Wed.   | Dlp.   | Wed.   | Dlp.   |
| ----------- | ----------------- | ---------------- | ---------- | ---------- | ----- | ----- | -------------- | -------------- | ------ | ------ | ------ | ------ |
| 2010/11     | RC Lens           | Ligue 1          | 23         | 2          | 1     | 0     | —              | —              | —      | —      | 24     | 2      |
| Club totaal | Club totaal       | Club totaal      | 23         | 2          | 1     | 0     | 0              | 0              | 0      | 0      | 24     | 2      |
| 2011/12     | Real Madrid       | Primera División | 9          | 1          | 2     | 1     | 4              | 0              | 0      | 0      | 15     | 2      |
| 2012/13     | Real Madrid       | Primera División | 15         | 0          | 7     | 2     | 11             | 0              | 0      | 0      | 33     | 2      |
| 2013/14     | Real Madrid       | Primera División | 14         | 0          | 2     | 0     | 7              | 0              | —      | —      | 23     | 0      |
| 2014/15     | Real Madrid       | Primera División | 27         | 0          | 4     | 2     | 12             | 0              | 1      | 0      | 44     | 2      |
| 2015/16     | Real Madrid       | Primera División | 26         | 0          | 0     | 0     | 7              | 0              | —      | —      | 33     | 0      |
| 2016/17     | Real Madrid       | Primera División | 24         | 1          | 3     | 1     | 10             | 2              | —      | —      | 37     | 4      |
| 2017/18     | Real Madrid       | Primera División | 27         | 0          | 1     | 0     | 11             | 0              | 5      | 0      | 44     | 0      |
| 2018/19     | Real Madrid       | Primera División | 32         | 2          | 4     | 0     | 4              | 0              | 3      | 0      | 43     | 2      |
| 2019/20     | Real Madrid       | Primera División | 32         | 2          | 1     | 1     | 8              | 0              | 2      | 0      | 43     | 3      |
| 2020/21     | Real Madrid       | Primera División | 31         | 2          | 0     | 0     | 9              | 0              | 1      | 0      | 41     | 2      |
| Club totaal | Club totaal       | Club totaal      | 237        | 8          | 24    | 7     | 83             | 2              | 12     | 0      | 356    | 17     |
| 2021/22     | Manchester United | Premier League   | 22         | 1          | 2     | 0     | 5              | 0              | 0      | 0      | 29     | 1      |
| 2022/23     | Manchester United | Premier League   | 24         | 0          | 5     | 0     | 5              | 0              | 0      | 0      | 34     | 0      |
| 2023/24     | Manchester United | Premier League   | 21         | 1          | 5     | 0     | 4              | 0              | 0      | 0      | 30     | 1      |
| Club totaal | Club totaal       | Club totaal      | 67         | 2          | 12    | 0     | 14             | 0              | 0      | 0      | 93     | 2      |
| TOTAAL      | TOTAAL            | TOTAAL           | 327        | 12         | 37    | 7     | 97             | 2              | 12     | 0      | 473    | 21     |

Bijgewerkt t/m  3 mei 2024.

## Interlandcarrière

### Jeugdinternational
Varene kwam als Frans jeugdvoetballer uit voor onder meer Frankrijk –18, Frankrijk –20 en Frankrijk –21. Voordat Varane uitkwam voor Frankrijk –18 was hij al is opgeroepen geweest voor Frankrijk –17, tot een debuut voor dat jeugdelftal kwam het echter nooit. Varane maakte zijn debuut namens Frankrijk –18 op 24 augustus 2010 in een vriendschappelijk wedstrijd tegen Denemarken. Tijdens zijn debuut scoorde hij de 2–0, wat later de eindstand bleek. Na zijn debuut speelde hij nog één wedstrijd voor Frankrijk –18, doordat hij steeds vaker mocht spelen bij RC Lens, waardoor hij uiteindelijk het toernooi Tournoi de Limoges miste in Israël. Op 3 februari 2011 werd hij opgeroepen voor Frankrijk –21, voor een vriendschappelijk wedstrijd tegen Slowakije –21, door coach Erick Mombaerts. Varane omschreef de oproep als "een grote verrassing". Hij debuteerde vervolgens ook tegen Slowakije in een door Frankrijk met 3–1 gewonnen wedstrijd. Op 15 november datzelfde jaar wist hij voor het eerst te scoren namens Frankrijk –21 in de EK-kwalificatiewedstrijd tegen Slowakije –21. Hij scoorde de 2-0 waardoor Frankrijk zes punten los kwam te staan in de poule.

### Frankrijk

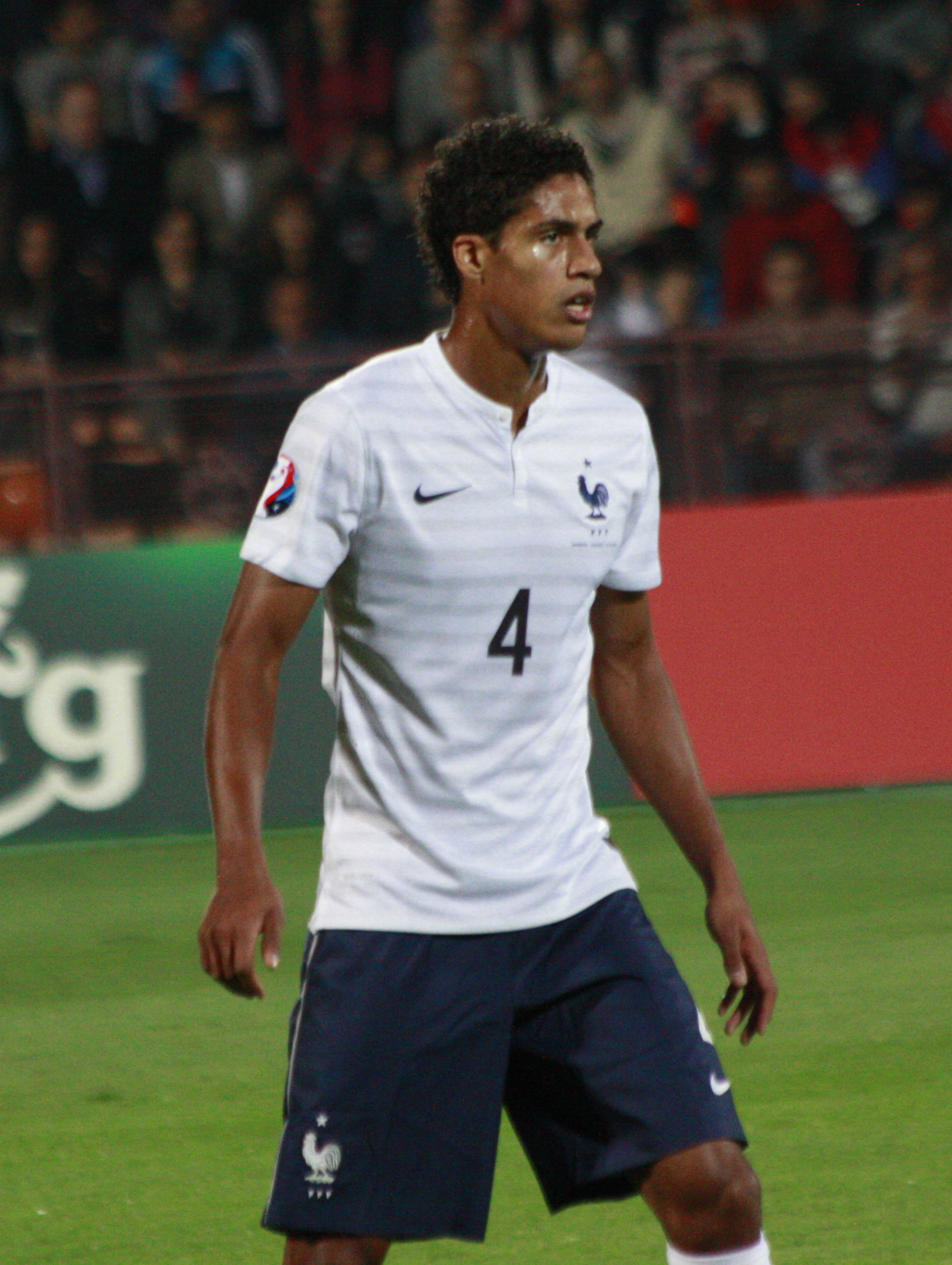
Varane in het shirt van Frankrijk in 2016.

Varane maakte zijn debuut in het Frans voetbalelftal op 22 maart 2013 in een wedstrijd in het kwalificatietoernooi voor het wereldkampioenschap voetbal 2014, tegen Georgië (3–1). Hij speelde de volledige wedstrijd. Bondscoach Didier Deschamps nam hem in mei 2014 op in de selectie voor het wereldkampioenschap in Brazilië. In zijn zevende interland op 15 juni 2014 maakte Varane zijn WK-debuut in de eerste wedstrijd (3–0) van de Fransen tegen Honduras zag hij medespeler Karim Benzema driemaal scoren. Ook tegen Zwitserland, Nigeria en Duitsland speelde hij de volledige wedstrijd. Enkel in de derde groepswedstrijd tegen Ecuador, toen Frankrijk al zeker was van de volgende ronde, mocht hij pas na een uur invallen. Op 18 november 2014 mocht hij voor het eerst de aanvoerdersband dragen in een oefeninterland tegen Zweden. Na 84 minuten maakte hij met een kopbal het enige doelpunt van de wedstrijd in het Stade Vélodrome in Marseille. Op 12 mei 2016 werd Varane opgenomen in de selectie voor het Europees kampioenschap in eigen land, maar op 24 mei moest hij geblesseerd afhaken en werd hij zo vervangen door Adil Rami.
Op 17 mei werd Varane opgenomen in de 23-koppige selectie van Frankrijk voor het WK 2018 in Rusland. Hij startte alle zeven wedstrijden en miste geen minuut. In de kwartfinale tegen Uruguay kopte Varane de openingstreffer binnen. Hij werd uiteindelijk wereldkampioen met Frankrijk en was daardoor één van slechts vier spelers die in hetzelfde jaar Wereldkampioen en Champions League-winnaar werden, samen met Christian Karembeu in 1998, Roberto Carlos in 2002 en Sami Khedira in 2014. Alle vier speelden ze voor Real Madrid op het moment dat ze wereldkampioen werden.
In mei 2021 werd Varane opgenomen in de selectie voor het EK 2020. Hij miste geen minuut dat toernooi, maar werd uiteindelijk in de achtste finale op penalty's uitgeschakeld door Zwitserland. Tijdens het WK in Qatar in 2022 miste Varane de eerste wedstrijd van het toernooi tegen Australië door een blessure, maar verder startte Varane in alle andere wedstrijden. Hij speelde 113 minuten in de WK-finale tegen Argentinië, die uiteindelijk na strafschoppen verloren ging.
Varane liet in februari 2023 weten – na 93 interlands te hebben gespeeld – te stoppen als international.
| Interlands van Raphaël Varane voor Frankrijk | Interlands van Raphaël Varane voor Frankrijk | Interlands van Raphaël Varane voor Frankrijk | Interlands van Raphaël Varane voor Frankrijk | Interlands van Raphaël Varane voor Frankrijk | Interlands van Raphaël Varane voor Frankrijk |
| №                                            | Datum                                        | Wedstrijd                                    | Uitslag                                      | Competitie                                   | Goals                                        |
| Als speler bij Real Madrid                   | Als speler bij Real Madrid                   | Als speler bij Real Madrid                   | Als speler bij Real Madrid                   | Als speler bij Real Madrid                   | Als speler bij Real Madrid                   |
| -------------------------------------------- | -------------------------------------------- | -------------------------------------------- | -------------------------------------------- | -------------------------------------------- | -------------------------------------------- |
| 1.                                           | 22 maart 2013                                | Frankrijk – Georgië                          | 3 – 1                                        | Kwalificatie WK 2014                         |                                              |
| 2.                                           | 26 maart 2013                                | Frankrijk – Spanje                           | 0 – 1                                        | Kwalificatie WK 2014                         |                                              |
| 3.                                           | 11 oktober 2013                              | Frankrijk – Australië                        | 6 – 0                                        | Vriendschappelijk                            |                                              |
| 4.                                           | 19 november 2013                             | Frankrijk – Oekraïne                         | 3 – 0                                        | Kwalificatie WK 2014                         |                                              |
| 5.                                           | 5 maart 2014                                 | Frankrijk – Nederland                        | 2 – 0                                        | Vriendschappelijk                            |                                              |
| 6.                                           | 8 juni 2014                                  | Frankrijk – Jamaica                          | 8 – 0                                        | Vriendschappelijk                            |                                              |
| 7.                                           | 15 juni 2014                                 | Honduras – Frankrijk                         | 0 – 3                                        | WK 2014 groepsfase                           |                                              |
| 8.                                           | 20 juni 2014                                 | Frankrijk – Zwitserland                      | 5 – 2                                        | WK 2014 groepsfase                           |                                              |
| 9.                                           | 25 juni 2014                                 | Ecuador – Frankrijk                          | 0 – 0                                        | WK 2014 groepsfase                           |                                              |
| 10.                                          | 30 juni 2014                                 | Nigeria – Frankrijk                          | 0 – 2                                        | WK 2014 achtste finale                       |                                              |
| 11.                                          | 4 juli 2014                                  | Frankrijk – Duitsland                        | 0 – 1                                        | WK 2014 kwartfinale                          |                                              |
| 12.                                          | 4 september 2014                             | Frankrijk – Spanje                           | 1 – 0                                        | Vriendschappelijk                            |                                              |
| 13.                                          | 7 september 2014                             | Servië – Frankrijk                           | 1 – 1                                        | Vriendschappelijk                            |                                              |
| 14.                                          | 11 oktober 2014                              | Frankrijk – Portugal                         | 2 – 1                                        | Vriendschappelijk                            |                                              |
| 15.                                          | 14 oktober 2014                              | Armenië – Frankrijk                          | 0 – 3                                        | Vriendschappelijk                            |                                              |
| 16.                                          | 14 november 2014                             | Frankrijk – Albanië                          | 1 – 1                                        | Vriendschappelijk                            |                                              |
| 17.                                          | 18 november 2014                             | Frankrijk – Zweden                           | 1 – 0                                        | Vriendschappelijk                            | 83'                                          |
| 18.                                          | 26 maart 2015                                | Frankrijk – Brazilië                         | 1 – 3                                        | Vriendschappelijk                            | 21'                                          |
| 19.                                          | 29 maart 2015                                | Frankrijk – Denemarken                       | 2 – 0                                        | Vriendschappelijk                            |                                              |
| 20.                                          | 7 juni 2015                                  | Frankrijk – België                           | 3 – 4                                        | Vriendschappelijk                            |                                              |
| 21.                                          | 13 juni 2015                                 | Albanië – Frankrijk                          | 1 – 0                                        | Vriendschappelijk                            |                                              |
| 22.                                          | 4 september 2015                             | Portugal – Frankrijk                         | 0 – 1                                        | Vriendschappelijk                            |                                              |
| 23.                                          | 7 september 2015                             | Frankrijk – Servië                           | 2 – 1                                        | Vriendschappelijk                            |                                              |
| 24.                                          | 8 oktober 2015                               | Frankrijk – Armenië                          | 4 – 0                                        | Vriendschappelijk                            |                                              |
| 25.                                          | 11 oktober 2015                              | Denemarken – Frankrijk                       | 1 – 2                                        | Vriendschappelijk                            |                                              |
| 26.                                          | 13 november 2015                             | Frankrijk – Duitsland                        | 2 – 0                                        | Vriendschappelijk                            |                                              |
| 27.                                          | 17 november 2015                             | Engeland – Frankrijk                         | 2 – 0                                        | Vriendschappelijk                            |                                              |
| 28.                                          | 25 maart 2016                                | Nederland – Frankrijk                        | 2 – 3                                        | Vriendschappelijk                            |                                              |
| 29.                                          | 29 maart 2016                                | Frankrijk – Rusland                          | 4 – 2                                        | Vriendschappelijk                            |                                              |
| 30.                                          | 1 september 2016                             | Italië – Frankrijk                           | 1 – 3                                        | Vriendschappelijk                            |                                              |
| 31.                                          | 6 september 2016                             | Wit-Rusland – Frankrijk                      | 0 – 0                                        | Kwalificatie WK 2018                         |                                              |
| 32.                                          | 7 oktober 2016                               | Frankrijk – Bulgarije                        | 4 – 1                                        | Kwalificatie WK 2018                         |                                              |
| 33.                                          | 10 oktober 2016                              | Nederland – Frankrijk                        | 0 – 1                                        | Kwalificatie WK 2018                         |                                              |
| 34.                                          | 11 november 2016                             | Frankrijk – Zweden                           | 2 – 1                                        | Kwalificatie WK 2018                         |                                              |
| 35.                                          | 15 november 2016                             | Frankrijk – Ivoorkust                        | 0 – 0                                        | Vriendschappelijk                            |                                              |
| 36.                                          | 9 juni 2017                                  | Zweden – Frankrijk                           | 2 – 1                                        | Kwalificatie WK 2018                         |                                              |
| 37.                                          | 13 juni 2017                                 | Frankrijk – Engeland                         | 3 – 2                                        | Vriendschappelijk                            |                                              |

Bijgewerkt t/m 13 juni 2017.

## Erelijst
| Competitie            |             |                                     |
| Competitie            | Aantal      | Jaren                               |
| Real Madrid           | Real Madrid | Real Madrid                         |
| --------------------- | ----------- | ----------------------------------- |
| FIFA Club World Cup   | 4x          | 2014, 2016, 2017, 2018              |
| UEFA Champions League | 4x          | 2013/14, 2015/16, 2016/17, 2017/18, |
| UEFA Super Cup        | 3x          | 2014, 2016, 2017                    |
| Primera División      | 3x          | 2011/12, 2016/17, 2019/20           |
| Copa del Rey          | 1x          | 2013/14                             |
| Supercopa de España   | 3x          | 2012, 2017, 2019/20                 |
| Manchester United     |             |                                     |
| EFL Cup               | 1x          | 2022/23                             |
| FA Cup                | 1x          | 2023/24                             |

| Competitie          | Winnaar   | Winnaar   | Runner-up | Runner-up | Derde     | Derde     |
| Competitie          | Aantal    | Jaren     | Aantal    | Jaren     | Aantal    | Jaren     |
| Frankrijk           | Frankrijk | Frankrijk | Frankrijk | Frankrijk | Frankrijk | Frankrijk |
| ------------------- | --------- | --------- | --------- | --------- | --------- | --------- |
| FIFA WK             | 1x        | 2018      | 1x        | 2022      |           |           |
| UEFA Nations League | 1x        | 2020/21   |           |           |           |           |